# Cryphalus piceae
Cryphalus piceae là một loài côn trùng trong họ Curculionidae. Loài này được Ratzeburg miêu tả khoa học đầu tiên năm 1837.
Đây là loài gây hại của các cây trong chi Abies, phát triển phổ biến ở Romania.